# Gamleby IF
Gamleby IF, GIF, var en idrottsförening från Gamleby i Västerviks kommun i Kalmar län, bildad den 5 juni 1914, medlem i RF 1926 och upplöst genom sammanslagning med några småklubbar till Tjust IF 2007. Föreningen gjorde sig framförallt ett namn som ett av Smålands främsta fotbollslag men även bandylaget gjorde avtryck i nejden.
Redan från begynnelsen fanns fotboll på programmet medan bandyn tillkom senare. GIF:s fotbollslag huserade i de lägre divisionerna fram till slutet av 1950-talet då man avancerade till dåtidens division III (sedan 2006 motsvarande division I). Gamleby spelade i division III 1956/1957-1962 och 1965-1967, som bäst nådde man andraplats 1957/1958 bakom storklubben Finspångs AIK men före lokalrivalen Vais och en tredjeplats 1960 bakom Åtvid och Kenty. Efter division III-åren föll laget ned i divisionerna och spelade mestadels i fyran och femman men sista säsongen tillbringades i division VI (som då var åttonde högsta serie). Damlaget deltog i seriespel från 1976 och spelade mestadels i division III.
Tjustvallen togs i bruk lagom till klubbens 25-årsjubileum 1939, till bandysäsongen 1976/1977 stod en konstfrusen bandybana klar på Tjustvallen. GIF:s bandylag spelade många säsonger i division II, som då var landets näst högsta serie.

## Se vidare
- Tjust IF (huvudförening)
- Tjust IF BF (bandyförening)
- Tjust IF FF (fotbollsförening)